# Ein Beit al-Ma

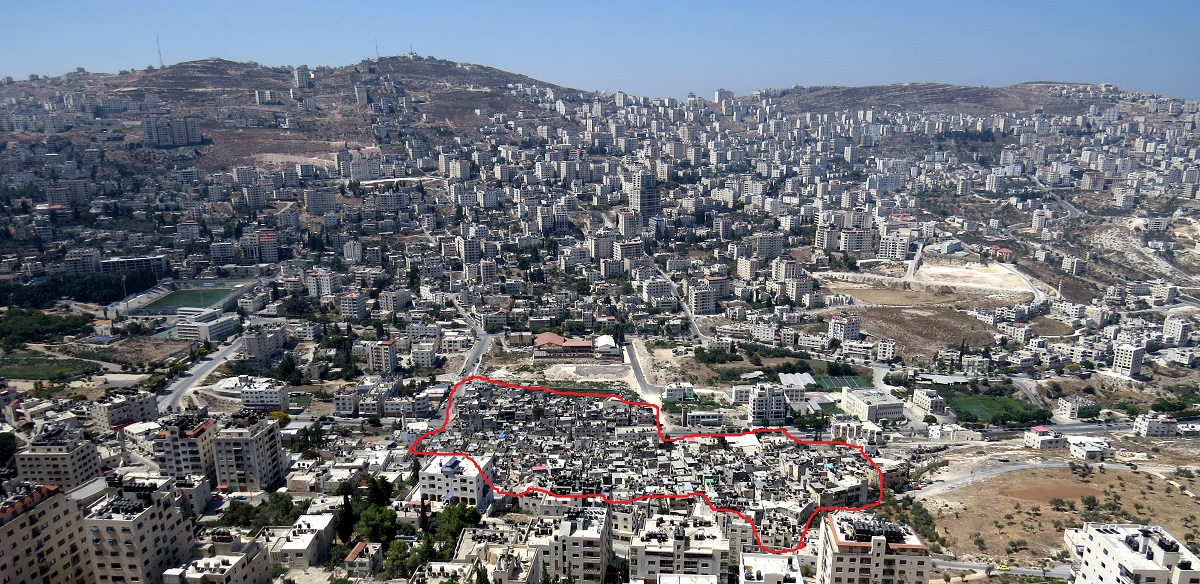
Vue aérienne du camp d'Ein Beit al-Ma.

Ein Beit al-Ma (عين بيت الماء), connu aussi sous le nom de Camp No. 1 (مخيّم رقم1), est un camp de réfugiés palestiniens situé au nord de la Cisjordanie (Territoires palestiniens occupés), à côté de la ville de Naplouse.